# Leopoldo, Duque de Lorena
Leopoldo I de Lorena (11 de Setembro de 1679 - 27 de Março de 1729), de cognome "o Bondoso", foi o duque de Lorena e de Bar desde 1690 e até à sua morte, e duque de Teschen.

## Primeiros anos
Leopoldo José Carlos Domingos Agapet Hyacinthe era filho do duque Carlos V de Lorena e da sua esposa, a arquiduquesa Leonor da Áustria, meia-irmã do sacro-imperador Leopoldo I.
Quando Leopoldo nasceu, Lorena e Bar estavam ocupadas pelo rei Luís XIV de França, uma situação que tinha forçado os seus pais a procurar exílio na Áustria, onde viviam sob a protecção do Imperador. Assim, Leopoldo nasceu no Palácio de Innsbruck e recebeu o nome em honra do seu tio, Leopoldo I. Leopoldo cresceu em Innsbruck, enquanto o seu pai passava longos períodos afastado, a defender Viena da invasão turca.
Em 1690, o seu pai morreu e Leopoldo, na altura com onze anos de idade, herdou os dois ducados ainda sob ocupação francesa. A sua mãe tentou cumprir a última vontade do marido de devolver o património ao filho, por isso apelou ao Reichstag de Ratisbona para que a Lorena lhe fosse devolvida. Leopoldo foi enviado para Viena, para receber treino militar sob as ordens do imperador. Em Viena, cresceu na companhia dos seus primos, os arquiduques José e Carlos, ambos destinados a tornarem-se Sacro Imperadores. Leopoldo também se tornou Cavaleiro da Ordem do Tosão de Ouro nesse mesmo ano.
Seguindo os passos do seu pai, Leopoldo entrou no exército imperial e, aos dezoito anos de idade, esteve presente no Cerco de Timişoara em 1694. Três anos depois, passou a comandar o Exército do Reno.

## Duque de Lorena

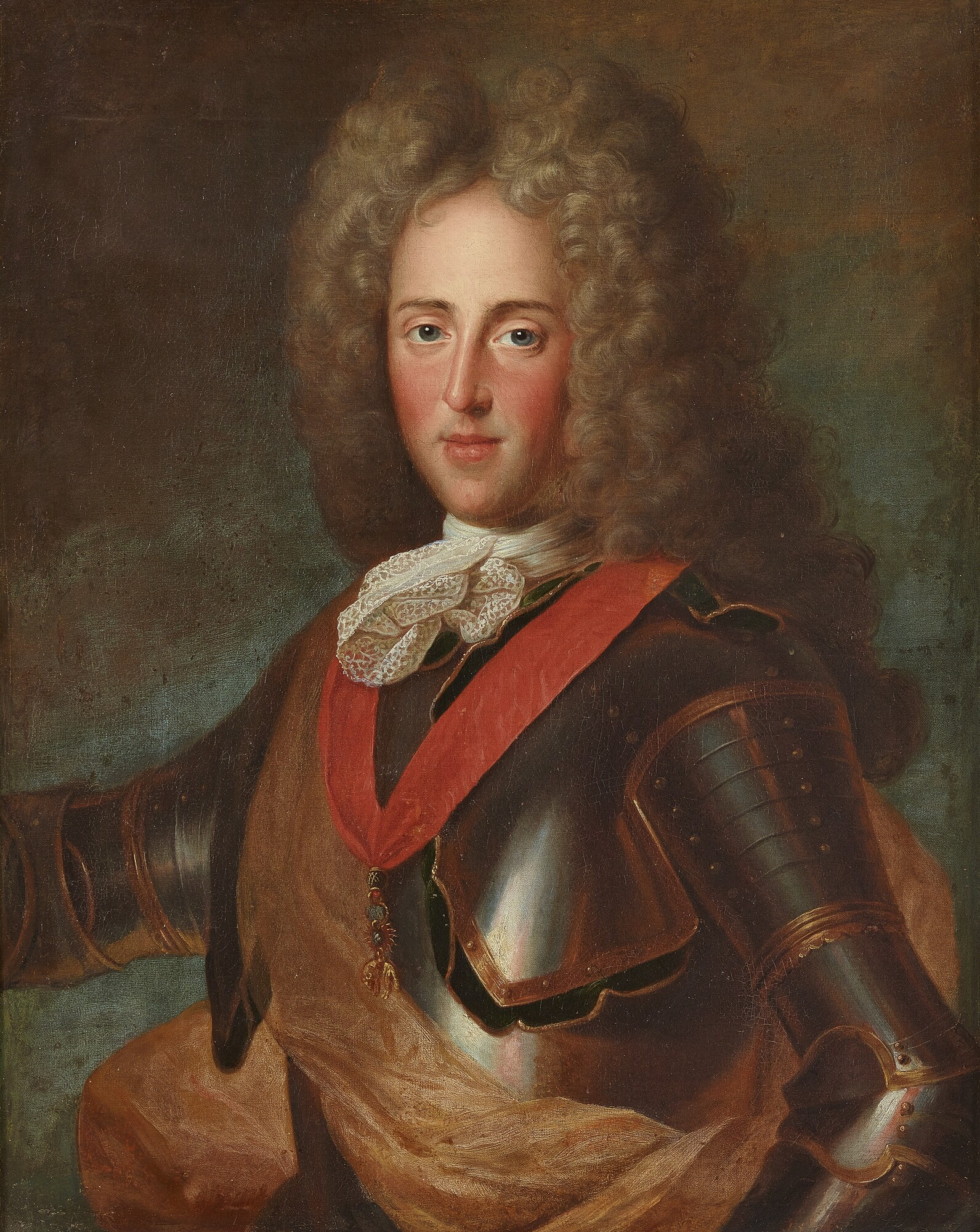
Leopoldo, duque de Lorena
Retrato atribuído a Pierre Gobert, c. 1701, Palácio de Versalhes

Em 1697, terminou a Guerra dos Nove Anos (também conhecida como a Guerra da Liga de Augsburgo) com a assinatura do Tratado de Rijswijk a 30 de Outubro de 1697.
Esse mesmo tratado incluía a restituição dos ducados de Lorena e Bar à Casa de Lorena, como a mãe de Leopoldo desejava. A arquiduquesa acabaria por morrer quatro anos depois, em Viena. A 17 de Agosto de 1698, o duque Leopoldo fez a sua entrada triunfal na capital dos ducados, Nancy. Levou a cabo a reconstrução e repovoamento dos ducados que tinham sido completamente destruídos pela guerra e encorajou a imigração. No final do seu reinado, conseguiu fazer com que os seus territórios se tornassem seguros e prósperos.   
Em termos de política externa, Leopoldo tentou reforçar as boas relações com França e agradar ao seu poderoso vizinho. A 13 de Outubro de 1698, casou-se com a princesa Isabel Carlota de Orleães, sobrinha do rei Luís XIV, no Palácio de Fontainebleau. O rei de França ofereceu um dote de 900 000 libras à sobrinha, um valor muito vantajoso para um duque que estava na miséria. Isabel Carlota tornou-se uma mãe atenta e deu à luz quinze filhos, dos quais cinco chegaram à idade adulta. Numa única semana, em Maio de 1711, o casal perdeu três filhos durante um surto de varíola que invadiu o Château de Lunéville, a residência campestre dos duques de Lorena.
Apesar dos esforços diplomáticos de Leopoldo, a sua capital, Nancy, foi ocupada por tropas estrangeiras durante a Guerra de Sucessão Espanhola (1700-1713). Temendo pela segurança da sua família, Leopoldo deslocou a corte para o Château de Lunéville, que Leopoldo renovou, tendo como modelo o Palácio de Versalhes. Foi aí que nasce o seu primeiro filho em 1700.
Em 1703, o duque apresentou o Code Léopold, que regulava o governo do ducado. Tentou fazer com que a sua filha mais velha, Isabel Carlota se tornasse abadessa de Remiremont, mas não conseguiu devido à intervenção do papa Clemente XI, que se opunha à ideia.
Em 1706, a vida conjugal de Leopoldo atravessou uma grave crise quando ele assumiu Anne-Marguerite de Lignéville, princesa de Beauvau-Craon como sua amante e enriqueceu a sua família. Seguindo os conselhos da sua mãe, Isabel Carlota manteve-se em silêncio.
Em 1708, Leopoldo reclamou os seus direitos relativamente ao ducado de Montferrat, por ser o parente mais próximo do seu primo, Carlos IV Gonzaga, que tinha sido duque de Mantua, mas foi deposto e morreu sem deixar descendentes varões. No entanto, o sacro-imperador já tinha prometido Montferrat aos duques de Sabóia. Por isso, para compensar a Casa de Lorena pela perda, decidiu dar-lhes o ducado de Teschen, na Silésia.
Em 1710, Leopoldo e a sua esposa visitaram Paris para assistir ao casamento da sobrinha de Isabel Carlota, a princesa Maria Luísa Isabel, com o duque de Berry, numa cerimónia sumptuosa que se realizou no Palais du Luxembourg. Durante essa visita, Leopoldo, na categoria de príncipe estrangeiro, recebeu a forma de tratamento de Alteza Real.
Em 1719, Leopoldo comprou o condado de Ligny-en-Barrois ao seu primo, Carlos Henrique de Vaudemont. Durante o seu reinado, foi posto em prática um novo sistema de segurança por toda a Lorena. Tentou abolir a servidão, mas as indemnizações que teriam de ser pagas pelos camponeses eram demasiado altas, mesmo quando Leopoldo as baixou para metade. No dia de ano novo de 1719, libertou os seus servos sem lhes pedir nada em troca, na esperança de que a nobreza lhe seguisse o exemplo.
Em 1721, Leopoldo enviou o seu filho e herdeiro, o príncipe Leopoldo Clemente, para Viena, para receber a sua educação. Também tinha como intenção encorajar uma relação entre ele e a arquiduquesa Maria Teresa, herdeira do sacro-imperador Carlos VI. No entanto, Leopoldo Clemente acabaria por morrer pouco depois em Lunéville e, por isso, Leopoldo enviou o seu filho mais novo, Francisco Estêvão no seu lugar. O príncipe acabaria por se casar com Maria Teresa. Francisco tornou-se imperador da Áustria e os seus descendentes governaram o império até 1918.
Em 1725, Leopoldo tentou casar a sua filha Ana Carlota com o rei Luís XV de França, mas Luís Henrique, Duque de Bourbon, que era primeiro-ministro na altura, impediu a união com uma descendente da casa rival de Orleães. Depois, Isabel Carlota tentou arranjar o casamento da filha com o seu primo, o recém-enviuvado Luís, duque de Orleães, mas ele recusou a ideia. Uma vez que todas as propostas de casamento foram ignoradas ou recusadas, Ana Carlota acabaria por tornar-se abadessa de Remiremont e Essen.
Em Março de 1729, Leopoldo apanhou uma febre depois de uma caminhada no Château de Ménil, perto de Lunéville. Regressou a Lunéville onde acabaria por morrer a 27 de Março, aos quarenta-e-nove anos de idade.

## Descendência

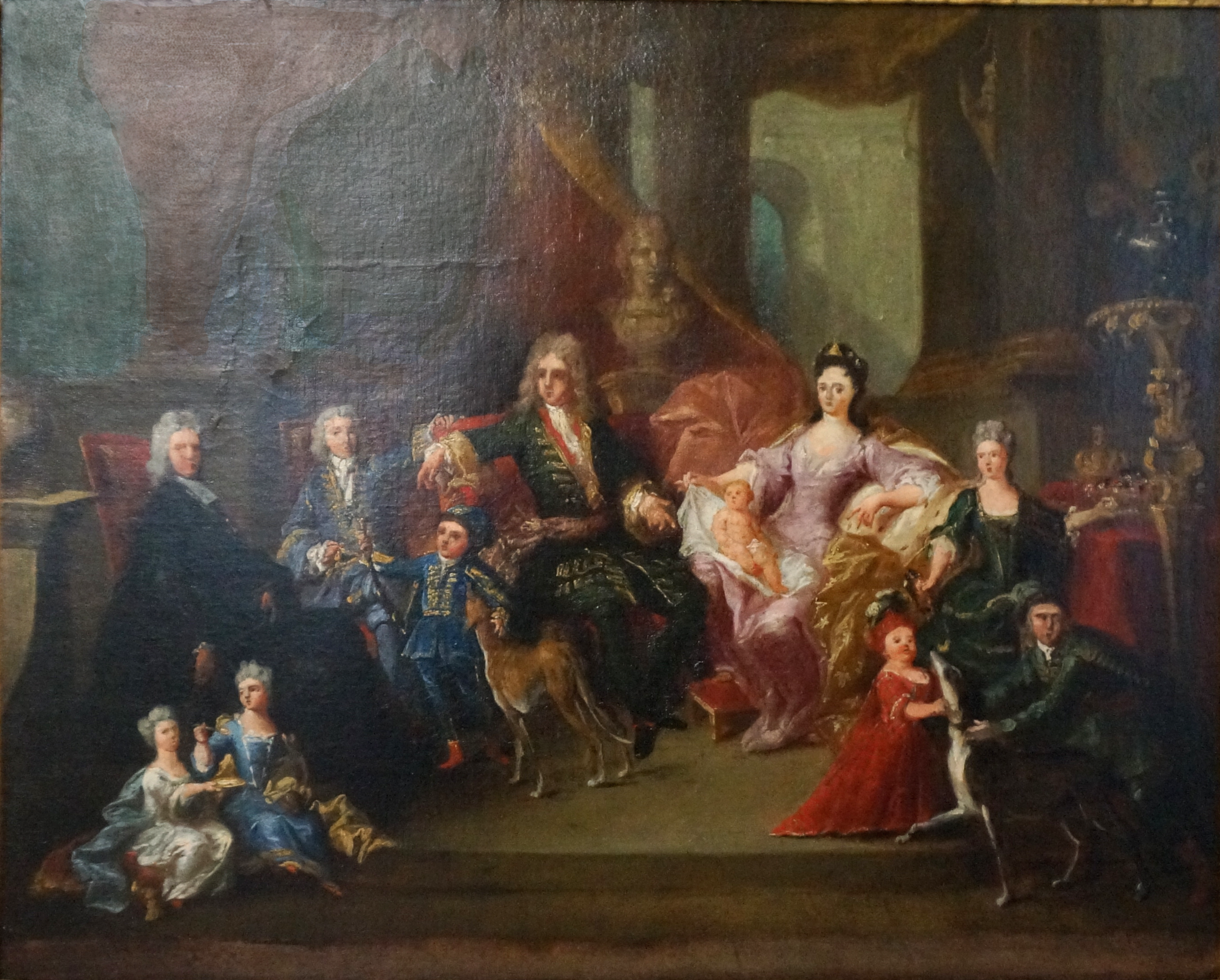
A família de Leopoldo de Lorena

De seu casamento com Isabel Carlota de Orleães teve os seguintes filhos:
1. Leopoldo (1699–1700)
2. Isabel Carlota (1700–1711)
3. Luísa Cristina (1701)
4. Maria Gabriela Carlota (1702–1711)
5. Luís (1704–1711)
6. Josefina Gabriela (1705–1708)
7. Gabriela Luísa (1706–1710)
8. Leopoldo Clemente, príncipe-herdeiro de Lorena (1707–1723)
9. Francisco Estêvão (1708–1765), casou-se com Maria Teresa da Áustria e tornou-se Sacro Imperador Romano-Germânico.
10. Leonor (1710)
11. Isabel Teresa (1711–1741), casou-se em 1737 com Carlos Emanuel III da Sardenha.
12. Carlos Alexandre de Lorena (1712–1780), governador dos Países Baixos Austríacos.
13. Ana Carlota (1714-1773), abadessa de Essen.
14. Filha natimorta (1715)